# Um Dicionário da Língua Inglesa
Um Dicionário da Língua Inglesa (em inglês: A Dictionary of the English Language) é um dicionário de inglês escrito por Samuel Johnson. Surgiu em 1755 e ainda é considerado um dos dicionários mais influentes da história da Língua Inglesa.

## Origem
A primeira mudança vocálica do Novo Inglês nos séculos XV e XVI levou não apenas a uma mudança radical na fonologia, mas também a uma ortografia muito inconsistente. O Dicionário de Johnson surgiu não menos do desejo de uma obra de referência confiável sobre ortografia e pronúncia. Em junho de 1746, Johnson, portanto, assinou um contrato com um grupo de livreiros de Londres e se comprometeu a escrever tal dicionário por £ 1 575. O tempo de trabalho inicialmente estimado em três anos passou a ser de nove anos antes que o livro fosse finalmente publicado em 15 de abril de 1755.

## Trabalho
A intenção de Johnson era fornecer uma visão geral do que ele acreditava serem os termos mais importantes usados em inglês no século XVIII. Um inventário completo do vocabulário da época não era seu objetivo. Ainda assim, o dicionário lista 42 773 palavras. Além de informações sobre ortografia, pronúncia e significado, Johnson foi o primeiro lexicógrafo inglês a registrar cerca de 114 000 citações literárias como evidência. Ele confiou principalmente em William Shakespeare, John Milton e John Dryden.
Em contraste com a lexicografia moderna, que busca uma descrição dos lemas o mais neutra possível , Johnson gostava de recorrer a aforismos e dicas humorísticas. Por exemplo, na declaração de Oat (aveia): "um grão que na Inglaterra é geralmente dado aos cavalos, mas na Escócia sustenta o povo". Ele não se excluiu do ridículo: Lexicógrafo (lexicógrafo): "um escritor de dicionários, um trabalho inofensivo ..." (um escritor de dicionários; um burro de carga inofensivo ...).
Da perspectiva de hoje, sua informação etimológica é insuficiente; as indicações para a pronúncia são bastante ásperas: “Tosse: uma convulsão dos pulmões, velicada por alguma serosidade aguda. É pronunciado "coff "". Como uma criança de sua época, Johnson assumiu uma postura prescritiva. Promover um vocabulário “bom” e apropriado para a classe era mais importante para ele do que a compilação neutra do vocabulário. Fora isso, ele também adotou uma abordagem linguisticamente conservadora. O Dicionário da Língua Inglesa ainda contém numerosas grafias antigas como “olde ” em vez da mais moderna “old”.
Mesmo que a abordagem de Johnson não corresponda à abordagem descritiva usual de hoje, ou seja, puramente descritiva, o autor deve ser creditado com o fato de que seu trabalho forneceu um guia para pelo menos ultrapassar linguisticamente os limites de classe. E por último, mas não menos importante, em termos de história linguística, a classificação dos lemas em categorias como “gíria” ou “coloquial”, que ele fez pela primeira vez, é muito interessante; permite uma compreensão do inglês no século XVIII que, de outra forma, não seria facilmente possível.
Apesar das críticas mencionadas, o dicionário foi de longe o melhor e mais importante dicionário da língua inglesa de sua época. Como um marco na história da lexicografia, continuou definindo tendências até que o Oxford English Dictionary foi publicado no final do século XIX.